# Outremont (circonscription provinciale)
Pour les articles homonymes, voir Outremont (homonymie).
Circonscription électorale provinciale du Canada
Outremont est une ancienne circonscription électorale québécoise. Elle était située sur l'île de Montréal. Lors de l'élection de 2018, elle a été fusionnée avec Mont-Royal pour devenir la circonscription de Mont-Royal–Outremont.

## Historique
Ses limites sont inchangées lors de la réforme de la carte électorale de 2011.

## Territoire et limites
Limite est : De L'Esplanade ;
Limite ouest : Décarie ;
Limites sud : voie Camilien-Houde, avenue Sunnyside, chemin de la Côte-Saint-Luc;
Limite nord : chemin de la Chemin de la Côte-Sainte-Catherine entre Boulevard Décarie et Robert, avenue Lajoie entre Robert et Pratt, incluant le terrain du chemin de fer jusqu'à l'avenue Atlantic, et la ligne de chemin de fer au nord de Van Horne jusqu'à De L'Esplanade.

## Liste des députés
| Législature                               | Années    | Député                 | Député           | Parti                    |
| ----------------------------------------- | --------- | ---------------------- | ---------------- | ------------------------ |
| Outremont Créée depuis Montréal-Outremont |           |                        |                  |                          |
| 28e                                       | 1966–1970 |                        | Jérôme Choquette | Libéral                  |
| 29e                                       | 1970–1973 |                        | Jérôme Choquette | Libéral                  |
| 30e                                       | 1973–1975 |                        | Jérôme Choquette | Libéral                  |
| 30e                                       | 1975–1975 |                        | Jérôme Choquette | Indépendant              |
| 30e                                       | 1975–1976 |                        | Jérôme Choquette | Parti national populaire |
| 31e                                       | 1976–1980 |                        | André Raynauld   | Libéral                  |
| 31e                                       | 1980–1981 | Pierre Fortier         |                  | Libéral                  |
| 32e                                       | 1981–1985 | Pierre Fortier         |                  | Libéral                  |
| 33e                                       | 1985–1989 | Pierre Fortier         |                  | Libéral                  |
| 34e                                       | 1989–1994 | Gérald Tremblay        |                  | Libéral                  |
| 35e                                       | 1994–1996 | Gérald Tremblay        |                  | Libéral                  |
| 35e                                       | 1996–1998 | Pierre-Étienne Laporte |                  | Libéral                  |
| 36e                                       | 1998–2003 | Pierre-Étienne Laporte |                  | Libéral                  |
| 37e                                       | 2003–2005 | Yves Séguin            |                  | Libéral                  |
| 37e                                       | 2005–2007 | Raymond Bachand        |                  | Libéral                  |
| 38e                                       | 2007–2008 | Raymond Bachand        |                  | Libéral                  |
| 39e                                       | 2008–2012 | Raymond Bachand        |                  | Libéral                  |
| 40e                                       | 2012–2013 | Raymond Bachand        |                  | Libéral                  |
| 40e                                       | 2013–2014 | Philippe Couillard     |                  | Libéral                  |
| 41e                                       | 2014–2018 | Hélène David           |                  | Libéral                  |
| Dissoute dans Mont-Royal–Outremont        |           |                        |                  |                          |

## Résultats électoraux
| |
| - Parti libéral - Union nationale (ancien) - Parti québécois - Crédit social (ancien) - Action démocratique (ancien) - Parti égalité (ancien) - Québec solidaire - Parti conservateur - Coalition avenir |